# Isla Sirot

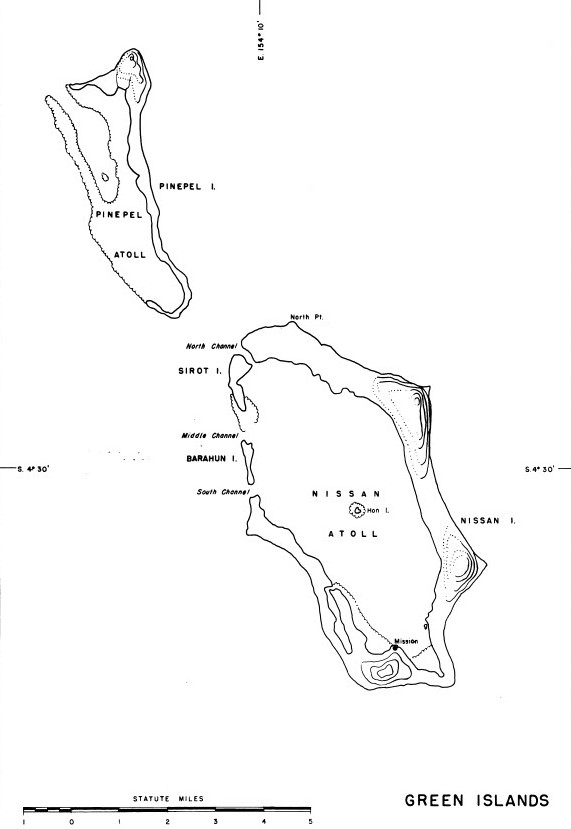
Map showing Sirot Island

La isla Sirot es una isla de Papúa Nueva Guinea, situada en las Islas Green, al este de Nueva Irlanda. Se ubica en la costa noroeste de la isla Nissan, al norte de la isla Barahun. Tiene 1,25 millas (2,01 km) de largo.